# خطوط ستة
الخطوط الستة أو الأقلام الستة هي ستة خطوط عربية تعرف بأنها أصول بقية الخطوط، وهي الكوفي والثلث والنسخ والفارسي والديواني والرقعة، وقيل هي المحقق والريحان والثلث والنسخ والرقاع والتوقيع.

## الخط الكوفي
يعتبر الخط الكوفي من أقدم الخطوط العربية وأعظمها وسمي بالخط الكوفي نسبةً لانتشاره في ولاية الكوفة. وأنواع الخط الكوفي كثيرة جدًا، ويعدّ خطًا جميلًا، حيث أبدع الخطاطون العرب في تزين وزخرفة وتطوير حروفه، كما تم استخدامه والكتابة به على الصكوك النقدية والأخشاب وبعض الأحجار قديماً.

## الخط الفارسي
وقد انتشر الخط الفارسي في المنطقة الفارسية ويعتبر خطًا سهلًا وجميلًا في كتابته ورسمه. وللخط الفارسي ثلاثة أنواع هم: (الخط الفارسي العادي والخط شكسته والخط شكسته اميز). ومن جمال الخط الفارسي، يربط الفنان حرف الكلمة الواحدة مع حروف الكلمة إلى كلمتين. أستخلص الخط الفارسي من الخط الثلث والخط الرقعة والخط النسخ.

## الخط الثلث
الخط الثلث هو خط جميل وسهل القراءة، وللخط الثلث نوعان: خط الثلث الثقيل، وخط الثلث الخفيف. وتمت كتابته على المصاحف وبعض الآيات. برع الفنانون في كتابة خط الثلث ويقال أن الخط الثلث ينتمي الى الطومار.

## الخط الرقعة
يعتبر الخط الرقعة من الخطوط الجميلة وسهلة القراءة لأنها مجردة تمامًا من التعقيد الخطي ويستطيع الشخص العادي بأن يقرأ خط الرقعة. وقد سمي خط الرقعة بهذا الاسم نسبةً لكون قطع الورق التي يكتب عليها. وقد كتب خط الرقعة على الإعلانات وبعض الجرائد نسبةً لسهولة قراءته وبعده عن التعقيد تمامًا.

## الخط الديواني
يعتبر الخط الديواني من أصعب الخطوط العربية لضيق الحروف وتقرابها من بعضها البعض لن يستطيع الشخص العادي بأن يقرأ الخط الديواني نسبةً لصعوبة قراءته. وكتب على الأوراق والصكوك النقدية وعلى الزخارف والزينة وأيضاً على كتابة الاجازات. وقد سمي الخط جلي الديواني.

## الخط النسخ
سمي خط النسخ بهذا الاسم نسبة لاستعمال الخطاطين خط النسخ بكثرة في نسخ الكتب؛ تم تأسيس خط النسخ في القرن الاول من التقويم الهجري بأمر من الخليفة الاموي عبدالملك بن مروان بسبب وجود عيوب في خط الكوفي. و لكن انتشر في اصقاع العالم الاسلامي بعد الوزير العباسي ابن مقلة الشيرازي في القرن الرابع الهجري
ويعتبر خط النسخ خطًا جميلًا، بسيطًا وسهلًا في قراءته. وقد سمي الخط النسخ بأسماء أخرى كـ(المدور البديع والمقور). وقد اشتهر الخط وأبدع فيه عند الأتراك.

## انتشار الخط الكوفي
انتشر الخط الكوفي نسبيًا لانشغال العرب قديمًا في حرب وسياسة الدولة الجديدة واستمروا بكتابة بكلمات وخطوط البلاد المفتوحة.